# 静岡漆器
静岡漆器（しずおかしっき）は、静岡県静岡市で生産される漆器である。駿河漆器、駿河蒔絵ともいう。

## 歴史
静岡での蒔絵については、安政年間に書家でもある中川梅綠が興したといわれる。ここから花鳥草木の図柄を用いるようになった。
天保には江戸より蒔絵師を招聘し技術の向上が図られた。
幕府の保護をうけて販売経路も広がり、参勤交代の大名達に好まれた。
さらに開国とともに海外へも輸出され、慶応3年(1867年)4月、パリ万国博覧会に出品するなど、国内外へその名を広め、静岡の漆器は明治期には海外向けに生産され、1884年の万国博覧会では銀牌を受賞し当地漆器業組合主催の漆器共進会が開かれたり、乾燥機の試験的に用いるなど生産性の向上も試みられた。
昭和22年（1947年）には静岡蒔絵工業協同組合が設立された。

## 特徴
- 木地呂塗
- 錫梨粉地塗
- 虹輝塗
- 浮島塗
- 蜻蛉塗
- 珊瑚塗
- 金剛石目塗
- 変わり塗